# Nymphenbrunnen (Castelvetrano)

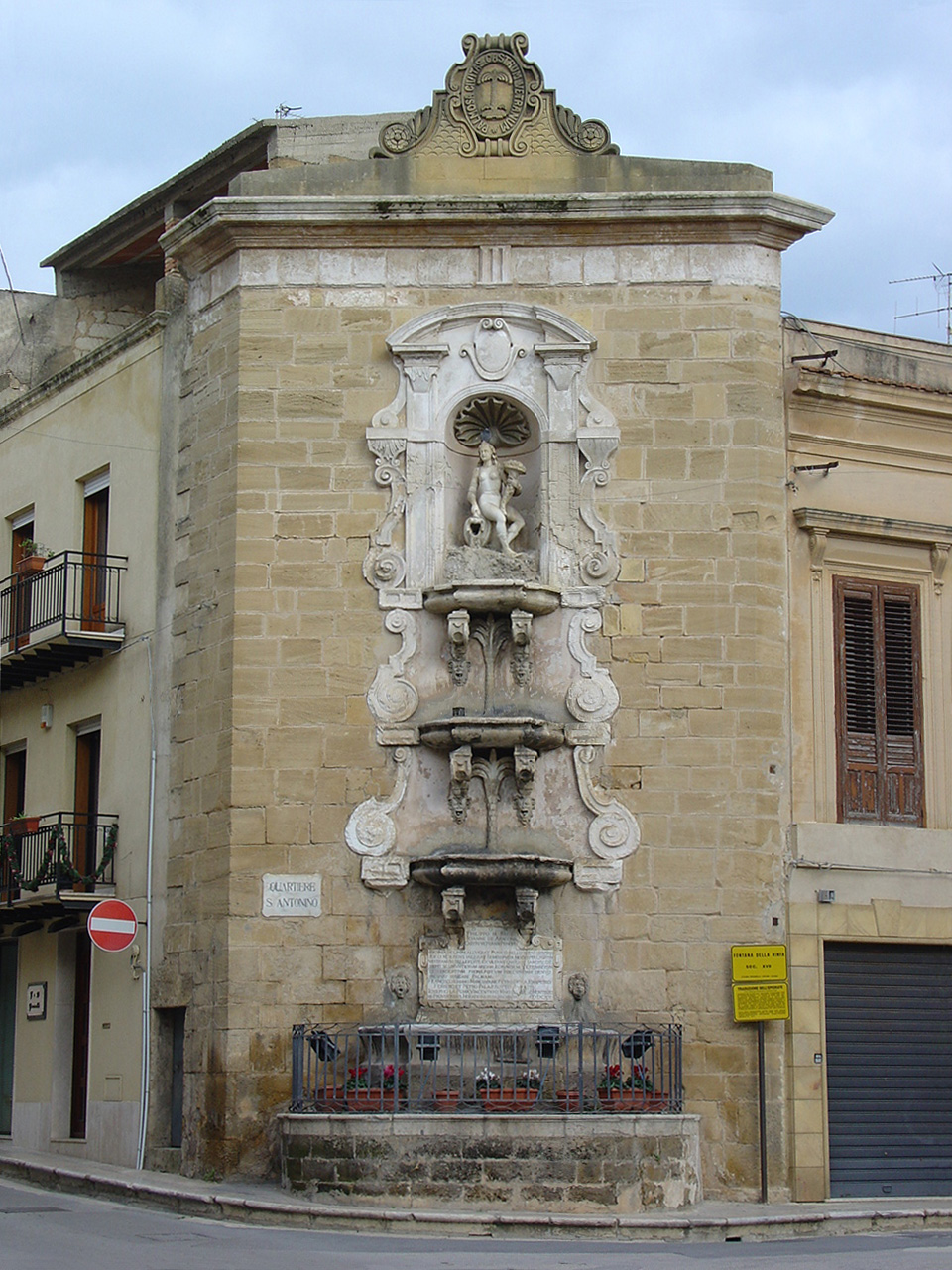
Fontana della Ninfa am Stadttor

Der Nymphenbrunnen in Castelvetrano (italienisch Fontana della Ninfa) ist ein barocker Zierbrunnen in der Altstadt von Castelvetrano im Westen von Sizilien. Es ist ein seltenes Exemplar mit vier vertikal übereinander liegenden Becken, die von Putten und Meerjungfrauen gestützt werden. Das Werk des Architekten und Stadtbaumeisters Vincenzo La Barbera aus dem Jahr 1615 ist an der Südwestecke des ersten Hauses der Via Filippo Cordova an der Piazza Umberto I. angebracht. Der Brunnen steht unter Denkmalschutz.
Der Brunnen war dafür vorgesehen, das Wasser aus der Quelle Bigini in die Stadt zu bringen. Der Wasserauslass liegt in 10 Metern Höhe. Eine Marmor-Nymphe, die zuoberst platziert ist, sitzt auf einem Felsen und hält in ihrer rechten Hand eine Amphore, aus der das Wasser nacheinander in vier untereinanderliegende, immer etwas größer werdende Becken fällt. An der Oberseite ist eine stilisierte Palme angebracht, das Wahrzeichen der Stadt. Am Sims ist die lateinische Aufschrift „Palmosa civitas castrum vetranum“ in Sandstein gemeißelt. Über dem untersten Becken ist eine Marmorplatte mit dem Namen des damaligen Königs von Spanien, Philipp III. sowie das Datum der Erbauung angebracht.
Koordinaten: 37° 40′ 46″ N, 12° 47′ 31″ O